# 2458 Veniakaverin
2458 Veniakaverin este un asteroid din centura principală, descoperit pe 11 septembrie 1977 de Nikolai Cernîh.